# Lasiopiophila pilosa
Lasiopiophila pilosa is een vliegensoort uit de familie van de Piophilidae. De wetenschappelijke naam van de soort is voor het eerst geldig gepubliceerd in 1845 door Staeger.